# Kim Joo-jin
Kim Joo-jin (kor. 김주진 ;ur. 21 czerwca 1986) – południowokoreański judoka. Olimpijczyk z Pekinu 2008, gdzie zajął 21. miejsce w wadze półlekkiej.
Triumfator igrzysk azjatyckich w 2010. Brązowy medalista mistrzostw Azji w 2008 roku.

## Letnie Igrzyska Olimpijskie 2008
| Konkurencja | Rundy eliminacyjne | Klas. końcowa |
| Konkurencja | Przeciwnik I       | Miejsce       |
| ----------- | ------------------ | ------------- |
| 66 kg       | João Derly (BRA) P | 21.           |